# Clifford H. Stockwell
Clifford Howard Stockwell (*  26. September 1897 in Estevan; † 26. April 1987 in Ottawa) war ein kanadischer Geologe, Petrograph und Mineraloge.
Stockwell erhielt 1924 seinen Bachelor-Abschluss an der University of British Columbia und wurde 1930 an der University of Wisconsin in Geologie promoviert (Pegmatite dykes and associated rocks of southeastern Manitoba and adjacent portions of Ontario). Er arbeitete für den Geological Survey of Canada und befasste sich mit vielen Themen, darunter der Kristallstruktur der Granatgruppe, die er mit Röntgenstrahlen untersuchte, Entstehung von Pegmatiten in Südwest-Manitoba und Lagerstättenkunde zum Beispiel von Gold- und Chromlagerstätten in Kanada. 1932 kartierte er am Großen Sklavensee in weitgehend unerforschten Gebieten des präkambrischen Schildes Kanadas. Er leitete beim Geological Survey später die Neuklassifikation präkambrischer Gesteine aufgrund der Datierung mit radioaktiven Isotopen. Eine entsprechende tektonische Karte des kanadischen Schildes erschien 1969.
1953 erhielt er die Willet G. Miller Medal und 1973 die Logan Medal. Er war Fellow der Royal Society of Canada.

## Schriften
- A Tectonic Map of the Canadian Shield. in: T.H. Clark (Hrsg.), Royal Society of Canada, Special Publication 4, 1962, 6–15.
- Tectonic Map of Canada. Geological Survey of Canada 1969.